# Fútbol de primera
Fútbol de primera fue un programa de televisión deportivo argentino, producido por Torneos y Competencias para Canal 13, Rede Globo, Fox Sports, Sportsnet, SporTV y TyC Sports, que transmitía el resumen de cada uno de los partidos del campeonato de primera división de dicho país. Entre agosto a diciembre de 2009, el ciclo sufrió un declive en sus niveles de audiencia, determinándose que el mismo no volviera a la pantalla para la temporada 2010.

## Historia
Su germen fue un viejo programa de Canal 7 (luego ATC, hoy TV Pública), que se emitía en la década de 1960, con los relatos del juego a cargo primero de Horacio Aiello, luego por Oscar Gañete Blasco, y finalmente por Mauro Viale, quien comenzó siendo cronista de campo en el programa, al igual que Marcelo Araujo, Diego Bonadeo, Horacio de Bonis, Guillermo Cánepa y César Abraham. A lo largo de todos los años de permanencia del programa, el comentarista que acompañaba a los relatores era Enrique Macaya Márquez.
Originalmente se limitaba a la emisión en diferido del partido más importante de la fecha, los domingos por la noche. Más adelante el programa incorporaría resúmenes de los demás partidos, dedicando mayor tiempo a los de más trascendencia, culminando en la emisión casi completa del considerado partido principal de la fecha.
Llegó a estar casi 25 años en el aire. Su distribución en los últimos años era por Canal Trece para Capital Federal y el Gran Buenos Aires (GBA), y fue transmitido por TyC Sports y Fox Sports para el resto del país y para algunos países de Sudamérica y la señal Fox Sports en Español (hoy Fox Deportes) para Estados Unidos.[cita requerida] El programa ganó numerosos premios Martín Fierro.
En 2005 se emitió por Canal Trece el programa Especial 20 años Fútbol de Primera donde se repasa el periodo 1985-2005 y sus vigesimoprimeras temporadas emitidas hasta ese momento, que consta de 2 episodios de aproximadamente 55 minutos cada uno; la producción igual que el programa está a cargo de Torneos. El 20 de mayo de 2020, casi 11 años luego de la última emisión del ciclo, se emitió ese mismo especial en Netflix.
Del 8 de junio al 13 de julio de 2025, y aprovechando el receso de Pasión por el fútbol -programa conducido por El Pollo Vignolo en la medianoche del domingo de eltrece-, se emite un ciclo especial de 5 capítulos recopilatorios con motivo de los 40 años de su primer envío. Cada entrega dura 40 minutos.

## Final
Hasta agosto de 2009, Fútbol de primera tenía los derechos de emisión de los partidos jugados en la fecha, siendo siempre el primer medio en mostrar los goles de los partidos jugados. Al comienzo de la temporada 2009/2010, la Asociación del Fútbol Argentino, rompió unilateralmente el contrato de exclusividad con Torneos y Competencias. A raíz de esto, los partidos pasaron a ser emitidos por Canal 7, la emisora del Estado Nacional, y sus imágenes pudieron ser retransmitidas por cualquier canal y en cualquier momento, incluso compartiendo la transmisión en vivo con el canal de origen. Estas nuevas transmisiones dieron origen al programa Fútbol para todos. Así y todo, Fútbol de Primera regresó al aire para ese campeonato, aunque al no tener exclusividad en la exhibición de los goles, hizo que sus niveles de audiencia cayeran estrepitosamente desde la temporada anterior. El inicio del Torneo Clausura 2010 marcó el final del programa, debido a los costos que generaba y a la baja audiencia que tuvo desde que Torneos y Competencias perdió los derechos de exclusividad. Este hecho dejó demostrado que los altos niveles de audiencia del programa se debían a la imposibilidad de ver los goles de los partidos por otros medios, ya que al liberarse las imágenes, perdió su auténtica razón de ser.
El programa se vio envuelto en una controversia junto a la empresa Torneos y Competencias del Grupo Clarín, cuando Alejandro Burzaco, productor de Fútbol de primera y CEO de la compañía fue detenido bajo arresto domiciliario en los Estados Unidos por la causa que investiga la corrupción en el FIFAGate.

## Primer retorno
Desde 2011 hasta 2015, el canal Fox Sports 2 volvió a emitir el programa bajo la conducción de Matías Palacios y Carlos Lema, los martes, al día siguiente de haber finalizado la fecha.

## Tributo
El 17 de noviembre de 2024, se emitió por el canal de YouTube de El Gráfico, con la conducción de Enrique Macaya Márquez, Lucas Rodríguez y Alfredo Montes de Oca. El programa especial contó con imágenes de archivo de los '80, '90 y 2000, además de invitados entre los que se encontraron Enzo Francescoli, Diego Latorre, José Chatruc, Federico Domínguez, Daniel Tílger, Silvio Carrario, Fernando Quiroz, Juan Pablo Varsky, Roberto Ayala, Claudio Tapia, Pablo Giralt, Pedro Catalano, Héctor Baldassi, Lucas Castromán, Wálter Perazzo, Roberto Pompei, Darío Scotto, Facundo Villalba, Juan Ramón Fleita, Navarro Montoya, Claudio Husaín, Juan Manuel Herbella, Hugo Lamadrid y el Chavo Fucks, quienes recordaron anécdotas y momentos de su carrera en paralelo al programa.

## Equipo

### Última temporada
| Relatores         | Comentaristas                            | Colaboradores, Campo de Juego y Estudios Centrales            |
| ----------------- | ---------------------------------------- | ------------------------------------------------------------- |
| Sebastián Vignolo | Enrique Macaya Márquez Juan Pablo Varsky | Tití Fernández Marcelo Benedetto                              |
| Walter Nelson     | Alejandro Fabbri Fernando Pacini         | Héctor Gallo Eduardo Ramenzoni (Comentarios y Campo de Juego) |
| Pablo Giralt      | Gustavo López                            | Rodrigo García Lussardi Matías García                         |
| Julián Bricco     | Oscar Martínez                           | Daniel Cacioli Marcelo Schinca                                |
| Ariel Helueni     | Fabián Godoy                             | Julián Fernández Matías Palacios                              |
| Pablo Bari (Pons) | Juan José Buscalía                       | Alejandro Parmo Hernán Rafael                                 |
| Martín Perazzo    | Damián Trillini                          | Javier Santos Carlos Lema                                     |

### Anteriores
| Relatores | Comentaristas | Colaboradores, Campo de Juego y Estudios Centrales |
| --- | --- | --- |
| Marcelo Araujo | Fernando Niembro y Antonio Ubaldo Rattin. | Juan Carlos Pasman (Comentarios y Campo de Juego) y Marcelo Roberto Benedetto |
| Juan Manuel Pons (Relatos) | Matías Martin (Comentarios y Estudios Centrales) | Germán Paoloski (Campo de Juego) y Martin Liberman |
| Paulo Vilouta (Relatos) | Walter Queijeiro (Campo de Juego) | Javier Tabares (Comentarios) y Juan José Buscalia |
| Juan Carlos Artelino | Juan Carlos Mena | Emiliano Pinzón (Campo de Juego) y Christian Martin |
| Quique Wolff | Fernando Carlos (Comentarios) Jorge Sigüenza (Campo de Juego) | Luis Canillán (Campo de Juego) y Ángela Lerena |
| Mariano Closs (Relatos) y (Campo de Juego) | Fernando Lavecchia (Campo de Juego y Comentarios) | Sergio Rek (Campo de Juego) y Cecilia Pirolo (Campo de Juego). |
| Arturo Allende | Darío Villarruel | Diego Fucks (Campo de Juego) y Enrique Sacco |
| Gustavo Cima | Juan Marzio Fazzni | Martín Costa y Ramiro Sánchez Ordóñez |
| Héctor Caldiero | Adrián Paenza (Relatos y Comentarios) | Juan Bermúdez y Greta Rodríguez |
| José Jozami (Relatos y Campo de Juego) | Juan José Panno | Elio José Rossi y Juan Yankilevich |
| Mauro Viale (Relatos y Campo de Juego), Horacio Aiello, Carlos Asnaghi, Humberto Biondi, Héctor Drazer, Juan Carlos Morales y Jorge Bullrich. | Oscar Gañete Blasco (Relatos y Comentarios), Horacio García Blanco, Alejandro Apo, Norberto Longo, César Abraham, Héctor Ramón Acosta, Alberto Hugo Cando (padre), Edgardo Antoñana (Comentarios) y Horacio Andrés de Rosa (Comentarios y Campo de Juego) | Horacio de Bonis (Relatos, Comentarios y Campo de Juego), Eduardo Carpio (Estudios Centrales), Marcelo Hugo Tinelli (Campo de Juego y Relatos), Ernesto Cherquis Bialo (Comentarios) Carlos Barulich (Relatos o Comentarios) Guillermo Cánepa (Relatos y Campo de Juego) Humberto "Tito" Biondi (Relatos y Comentarios) César Abraham (Estudios Centrales y Campo de Juego), Diego Ricardo Bonadeo (Campo de Juego), Julio César Calvo (Comentarios), Carlos Menéndez (Campo de Juego), Guillermo Canepa (Campo de Juego), Antonio Carrizo (Comentarios) y Oscar Gómez Sánchez (Comentarios), colaboraciones especiales de Juan Carlos Lorenzo (Análisis Táctico), Carlos Salvador Bilardo (Análisis Táctico) y Ángel Norberto Coerezza (Análisis Arbitral) y Guillermo José Nimo (Análisis Arbitral) también colaboraban exfutbolistas retirados en los pospartidos y el entonces director ejecutivo de la Revista El Gráfico Carlos Naon y Aldo Proietto mostrando el análisis de las portadas y tapas de dicha revista. |

## Premios
- Martín Fierro 1987
  - Mejor programa deportivo
- Martín Fierro 1998
  - Mejor programa deportivo
  - Martín Fierro de Oro
- Martín Fierro 2006
  - Mejor programa deportivo
- Martín Fierro 2007
  - Mejor programa deportivo
- Premios Clarín Espectáculos 2007
  - Mejor programa deportivo
- Premio Konex 2007 - Diploma al Mérito
  - Producción Periodística Audiovisual